# San Vito Chietino
San Vito Chietino est une commune de la province de Chieti dans les Abruzzes, en Italie.

## Administration
| Période                                  | Période     | Identité                  | Étiquette       | Qualité |
| ---------------------------------------- | ----------- | ------------------------- | --------------- | ------- |
| 28 mai 2002                              | 29 mai 2007 | Maria Teresa Giannantonio | Centro-Sinistra |         |
| 29 mai 2007                              | En cours    | Rocco Catenaro            | Centro-Destra   |         |
| Les données manquantes sont à compléter. |             |                           |                 |         |

### Hameaux
Marina di San Vito, Sant'Apollinare Chietino

### Communes limitrophes
Frisa, Lanciano, Ortona, Rocca San Giovanni, Treglio

## Évolution démographique
Habitants recensés